# Colitis limfocítica
La colitis limfocítica és un subtipus de colitis microscòpica, una afecció caracteritzada per una diarrea aquosa crònica no sanguinolenta.

## Causes
No s'ha determinat cap causa definitiva. La incidència màxima de colitis limfocítica és en persones majors de 50 anys; la malaltia afecta el doble de dones que d'homes. S'ha estudiat l'ús a llarg termini d'AINE, inhibidors de la bomba de protons i inhibidors selectius de la recaptació de serotonina i altres fàrmacs. Les associacions amb altres trastorns autoimmunitaris suggereixen que es produeixen respostes immunitàries hiperactives.

## Diagnòstic
La colonoscòpia és normal, però la histologia de la biòpsia de la mucosa revela una acumulació de limfòcits a l'epiteli del còlon i al teixit conjuntiu (làmina pròpia). La colitis col·lagenosa comparteix aquesta característica, però a més mostra un engruiximent característic de la capa de col·lagen subepitelial.

## Tractament
La budesonida, en preparats d'alliberament colònic, s'ha demostrat en assaigs controlats aleatoris que és eficaç per tractar aquest trastorn.
Els fàrmacs antidiarreics sense recepta poden ser efectius per a algunes persones amb colitis limfocítica. Es poden prescriure fàrmacs antiinflamatoris, com ara els salicilats, la mesalazina i els glucocorticoides sistèmics per a persones que no responen a altres tractaments farmacològics. El pronòstic a llarg termini d'aquesta malaltia és bo, amb una proporció de persones que pateixen recaigudes que responen al tractament.

## Història
La colitis limfocítica es va descriure per primera vegada l'any 1989.